# Piso elevado

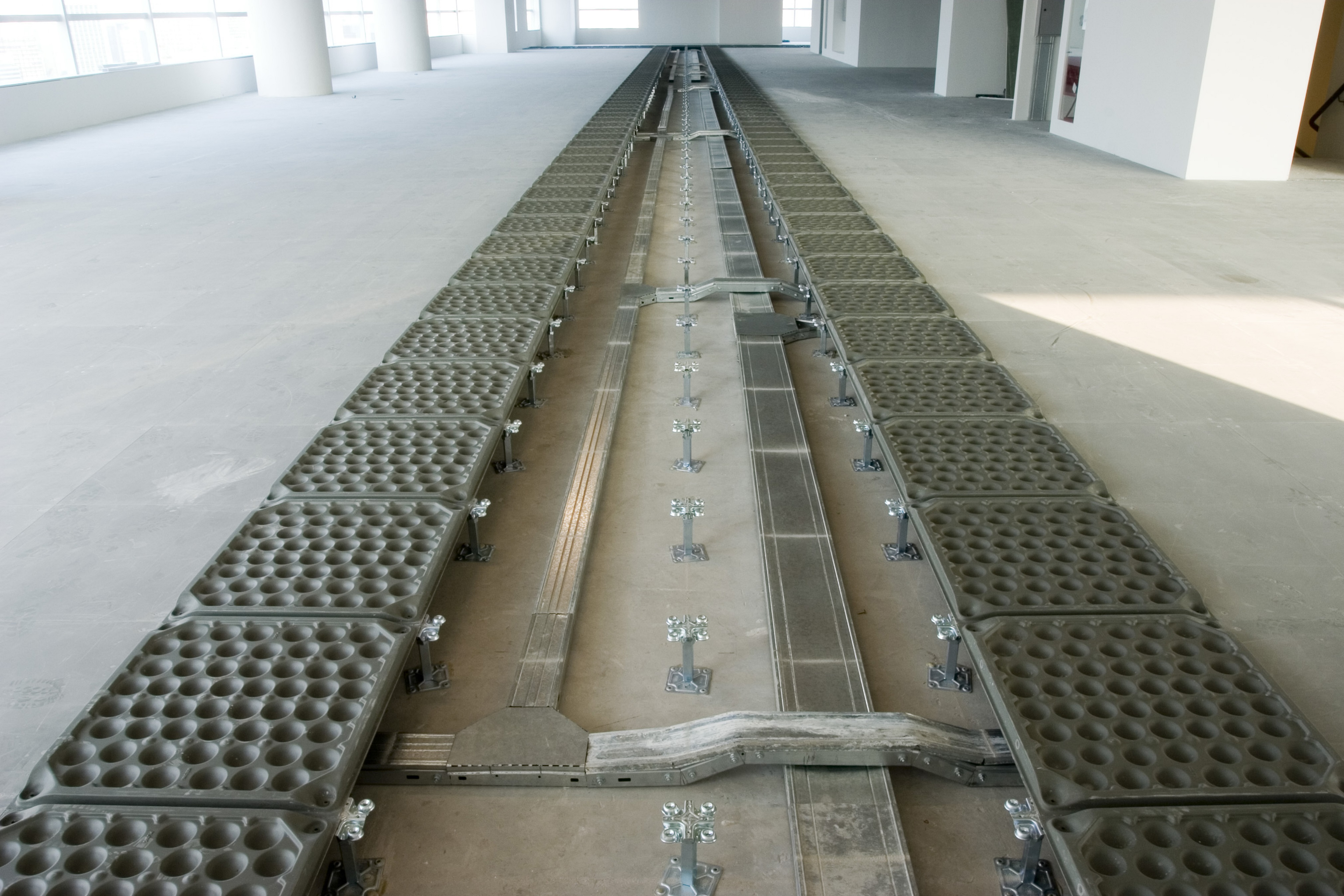
Piso elevado em aço sem revestimento para escritórios

Piso elevado ou piso falso é um tipo de piso, geralmente utilizado em escritórios e áreas técnicas (Data Center, Sala de Elétrica, Sala de Servidores, Sala de Racks), que eleva o piso de um ambiente, criando um espaço para a instalação de cabos de dados e elétricos e o ar condicionado ou as tubulações de água gelada para refrigeração. Aceitam a maioria dos acabamentos para piso existentes, como carpete, madeira, granito, porcelanato, vinílico e laminado melamínico.
Existe também o Piso Elevado para áreas externas, que podem ser de Granito, Ardósia, Concreto Celular, ou outros acabamentos. Os pisos elevados em áreas externas tem inúmeras vantagens com relação ao piso assentado sobre laje, são eles: é mais leve, é mais rápido de ser instalado, permite manutenção da impermeabilização com custo muito reduzido, permite acesso á tubulações e ralos sem ter que quebrar nada, o piso fica totalmente nivelado pois dispensa caimento para ralos, o paisagismo fica no mesmo nível do piso deixando o ambiente mais amplo e agradável aos olhos.
Os pisos elevados para áreas externas são Normatizados pela ABNT, nas NBR´s 15.575 (Norma de Desempenho) e 15.805 (Norma de Piso Elevado), para maiores detalhes consultar a ABNT.

## Tipos de piso elevado

### Piso Elevado emAço
É o tipo de piso elevado para áreas internas mais utilizado no mundo. É composto por placas de aço preenchidas no seu interior com concreto celular leve com dimensões de 60x60 cm apoiadas sobre pedestais com altura que pode variar de 05 cm a 50 cm de acordo com cada projeto. Pode ser fornecido sem revestimento, permitindo a instalação na obra de revestimento autoportante (móvel e intercambiável) tais como, carpete em placas e vinílico em placas ou réguas, ou pode ser fornecido com revestimento de fábrica (não removível), tais como laminado ou vinílico. Tem como desvantagem não poder ser utilizado em áreas externas e necessitar aterramento para dissipação de energias estáticas entre outras. 

### Granito Estruturado
O Granito estruturado é composto de pedra natural (Granito) reforçado com algum tipo de estruturação; Estas estruturações podem ser uma base de plástico colada no tardoz das placas ou Tecido Fibra de Vidro aderida com resinas especiais (este tipo muito mais resistente); O Granito Estruturado com fibra de vidro, se industrializado corretamente, pode atingir a resistência de 01 tonelada por metro quadrado, ou mais de 600 kilogramas de carga pontual no centro da placa. Este tipo de piso, junto ao piso de concreto armado, é o mais indicado para áreas externas, pois por ser natural, é muito utilizado por arquitetos paisagistas que o integram ao próprio paisagismo, tornando as áreas comuns de prédios extremamente agradáveis aos olhos.
Nas áreas internas, além de ser um piso que dispensa a compra ou utilização de outros acabamentos (o próprio granito já é o acabamento), deixa o ambiente mais nobre, porque sendo uma pedra natural é algo único, produzido única e exclusivamente pela natureza, sendo apenas industrializado pelo homem. Este tipo de piso não é condutivo, ou seja, não conduz energias estáticas, elétricas ou magnéticas, que diferentemente do aço, não interferem em absolutamente nada nas instalações que são executadas por baixo do piso, sem elétricas ou dados. Como também não enferruja ou umedece, permite o insuflamento de ar-condicionado por baixo do piso. Como sua instalação é simples, dispensa o uso de parafusos ou outros tipos de fixação, simplificando qualquer manutenção ou verificação na área embaixo do piso. Tem também as vantagens de alta resistência á cargas verticais, de impacto e sua durabilidade.

## Outros materiais

#### Ardósia
Placas de pedra, suportadas por pedestais de pvc e polipropileno. A vantagem é o baixo custo e a dispensa de parafusos para sua fixação. Apesar de sua baixa resistência á impacto, é muito utilizado em ambientes internos, sendo perfeito para simular uma laje e se aplicar os revestimentos desejados.
Também pode ser utilizado em áreas externas, para sombreamento de lajes, ou até mesmo jardins auto-irrigáveis.
O piso elevado em ardósia, diferente do aço, por não ser condutivo dispensa o aterramento do conjunto.

#### Concreto celularmoldadoin loco
Massa leve vertida sobre formas de PVC, criando um espaço aproveitável para a infraestrutura e apresentando um piso com bom acabamento. A desvantagem é a pouca altura conseguida, até 0,15 m,  a impossibilidade de reaproveitamento e a necessidade de obra civil em mudanças de layout futuras;

#### Plásticos especiais
Produzidos em termoplástico de engenharia, com opções 100% reciclado e reciclável. Em média 3 vezes mais leve que as metálicas. Fornecidas nos tamanhos 50cmx50cm e 60cmx60cm. Para atender todos os tipos de projetos, o piso elevado termoplástico foi projetado para a utilização de dois modelos diferentes de pedestais, o pedestal fixo que pode ser utilizados em alturas de 7 a 15 cm e o pedestal regulável que vai de 8,5 a 200 cm de altura, dando total possibilidade de diferentes tipos de recortes sem alteração de suas características e/ou estabilidade, atendendo todos os tipos de projetos.

## Precauções
É comum utilizar o espaço sob o piso elevado para insuflar ar refrigerado, pelo melhor desempenho térmico e pelo custo menor com dutos. No entanto existem alguns problemas que devem ser considerados, como a condensação de água nas partes metálicas e o vazamento de ar refrigerado em locais indesejados. Nos casos de utilização de ar-condicionado por baixo do piso elevado, indica-se a utilização de piso em pedras naturais, como ardósia, Granito estruturado ou outras que não contenham metal, o mesmo se aplica quando da utilização de sistemas elétricos ou de dados.
O espaço sob o piso deve ser monitorado por sensores de calor e fumaça e contar com equipamentos automáticos de combate a incêndio próprios, quando forem utilizados pisos de madeira aglomerada, em caso dos pisos de aço ou de pedra natural o corpo de bombeiros desconsidera esses riscos.

## Instalação de piso elevado
Os pisos elevados são aplicados sobre o piso e o contrapiso e esta instalação deixa um pequeno vão no qual podem passar diversos componentes, fiações e cabeamentos que não ficam aparentes, o que permite um melhor aproveitamento do espaço, além de favorecer a estética do ambiente. São perfeitos para cobrir diversos tipos de instalações, os pisos elevados permitem alteração rápida e prática do layout do escritório e isso é possível devido à facilidade de retirada dos pisos.